# Драгівка
Дра́гівка — село в Україні, у Царичанській селищній громаді Дніпровського району Дніпропетровської області. Населення за переписом 2001 року складало 330 осіб.

## Географія
Село Драгівка знаходиться на лівому березі річки Оріль в місці впадання в неї річки Прядівка, вище за течією на відстані 1,5 км розташоване село Івано-Яризівка, нижче за течією на відстані 0,5 км розташоване село Могилів, на протилежному березі - смт Царичанка. На відстані 2 км протікає канал Дніпро — Донбас. Річки в цьому місці звивисті, утворюють лимани, стариці й заболочені озера.

## Населення

### Мова
Розподіл населення за рідною мовою за даними перепису 2001 року:
| Мова                | Відсоток |
| ------------------- | -------- |
| українська          | 93,6 %   |
| російська           | 3 %      |
| інші/не визначилися | 3,4 %    |